# Міський тунель (Франкфурт)
50°06′12″ пн. ш. 8°39′08″ сх. д. / 50.103275° пн. ш. 8.652219444444° сх. д.
Франкфуртський міський тунель — двоколійний залізничний тунель стандартної колії у Франкфурті-на-Майні, який є центральною дистанцією місцевої мережі Франкфуртської міської електрички.
Маршрут тунелю проходить під центром міста Франкфурт, розташованим на правому березі Майну, потім проходить під річкою і розгалужуються на дві гілки на її лівому березі — східну гілку в напрямку Оффенбаха і західну гілку в напрямку Франкфурт-на-Майні-Південний. 
Довжина тунелю з урахуванням східної гілки становить 6 км — і 5,5 км з урахуванням західної гілки.

## Центр міста — від Франкфурт-на-Майні-Головний до Констаблервахе
28 травня 1978 року була відкрита перша черга тунелю до Франкфурт-Гауптвахе. 
Лінії S-Bahn від Taunus-Eisenbahn (S1), Main-Lahn-Bahn (S2), Limesbahn (S3), Kronberger Bahn (S4), Homburger Bahn (S5) та Main-Weser-Bahn (S6) були під'єднані до тунелю приблизно за 500 м на схід від станції Франкфурт-на-Майні-Головний. Приблизно через 500 м тунель веде під вхідну будівлю головного вокзалу і досягає чотирисмугової підземної частини вокзалу. Пізніше була додана лінія Mainbahn під номером S14, сьогоднішня S8.
Після головного залізничного вокзалу тунель пролягає на північний схід під станційним районом і менше ніж через 700 м досягає станції Таунузанлаге, побудованої на місці старих міських стін біля Старої опери та веж-близнюків Deutsche Bank. Потім тунель повертає на схід, приблизно через 250 м з’єднується з тунелем С франкфуртського штадтбану, який був побудований разом із міським тунелем під Фресгассом (пішохідні вулиці Кальбехер-Гассе та Гроссе-Бокенгаймер-штрассе) до Гауптвахе. 
У 1983 році було завершено розширення тунелю на 600 м на схід до тимчасової кінцевої зупинки Франкфурт-Констаблервахе під Цайлем.
Тунель має частоту руху поїздів приблизно 28 поїздів на годину в кожному напрямку, тобто один поїзд кожні дві хвилини. 
У годину пік частота становить приблизно один поїзд кожні дві хвилини.
31 липня — 18 серпня 2006 року було відремонтовано найстарішу, майже тридцятирічну західну дистанцію тунелю до Констаблервахе, в т.ч. замінено 30 стрілочних переводів. 
Вартість реконструкції склала приблизно 15 мільйонів євро 
.

## Тунель під Майном
Наступний великий етап будівництва відбувся в 1990 році, коли лінію було продовжено в південно-східному напрямку. 
Станція Франкфурт-Остендштрасе була побудована між вулицями Ганауер-Ландштрасе та Остендштрасе. 
300 м далі на південь тунель перетинає Майн. 
Тунель був побудований методом зануреної труби. 
За Майном, тунель розгалужується: одна лінія прямує в напрямку Заксенхаузена , де вона проходить під старим містом Заксенхаузен до Франкфурт-Локальбангоф, а потім виходить на поверхню де з'єднується із залізницю Франкфурт Шлахтоф — Ганау та прямує до станції Франкфурт-на-Майні-Південний. 
Тоді на станції Франкфурт-Південний збудували пересадний вузол між S-Bahn, пасажирськими та міжміськими поїздами, трамваями та маршрутом A франкфуртського U-Bahn.
Друга дистанція, яка була завершена в 1992 році, відгалужується на схід, після проходу під Майном, у напрямку Франкфурт-Мюльберг. Потім лінія виходить на поверхню на кілька кілометрів до наступної станції Оффенбах-Кайзерлей, де починається Оффенбахський міський тунель. 